# Kerk van Oldendorp
De Kerk van Oldendorp (Oldendorper Kirche) is een kerkgebouw van de hervormde kerk in Oldendorp in het Oost-Friese Reiderland. De bakstenen kerk werd in de 13e of 14e eeuw gebouwd.

## Geschiedenis
Oldendorp behoort tot de oudste dorpen van het Reiderland en behoorde voor de reformatie tot de proosdij Hatzum in het bisdom Münster. Tijdens de reformatie sloot de gemeente zich bij de gereformeerde leer aan. De bouwtijd van de kerk is niet eenduidig: ze werd in de 13e of de 14e eeuw als een rechthoekige zaalkerk met tot 1,2 meter dikke muren gebouwd. Uit de 13e eeuw dateert de klokkentoren, die zich aan de noordelijke kant van de kerk bevindt. De huidige klok werd in 1609 gegoten.
In de loop der eeuwen werd de kerk meerdere malen verbouwd. Het oorspronkelijke noordelijke portaal werd dichtgemetseld. Het westelijke portaal werd vermoedelijk in de 17e eeuw ingebroken. In de oostelijke muur bevinden zich vier gotische blindnissen, waarvan de middelste oorspronkelijk open waren. In de zuidelijke muur wisselen zich rondbogige en later vergrote spitsbogige ramen af. Nadat de zuidelijke muur tijdens de Tweede Wereldoorlog schade opliep bij artilleriebeschietingen, werd de muur in 1955 vernieuwd. In de westelijke muur zijn nog inslaggaten uit de laatste wereldoorlog te zien. In 1964 volgde de vernieuwing van de noordelijke muur. Het kerkgebouw wordt overdekt met een schilddak.

## Interieur
Het interieur wordt door een houten tongewelf afgesloten. Aan de noordelijke muur is een Bijbeltekst geschilderd: "Selig sind, die Gottes Wort hören und bewahren" (Zalig zijn degenen, die het Woord Gods horen en het bewaren, Lucas  11:28).
De preekstoel stamt uit 1645 en bevond zich oorspronkelijk boven het achthoekige, zandstenen doopvont. Op de preekstoel staat het inschrift Himmel und Erde werden vergehen, aber Gottes Wort bleibt ewig (Hemel en aarde zullen voorbijgaan, maar Gods Woord blijft eeuwig, Mattheüs 24:35). In het koor bevinden zich twee grafzerken van predikanten uit Oldendorp. De oudere zerk van Arnoldi Johannis en zijn vrouw Margarete stamt uit 1663, die hier van 1638 tot zijn overlijden werkte. De zerk voor de predikant Rosendahl bevat de woorden "Hier onder rüst het stofvelyke deel van den wol eerwarden her Harmannus Poppen Rosendahl. En Leeven vel geagt evangelie Dienaar te deser Gemeente. Geboren 27 Dezember 1727, overleden 26 April 1768 in te 13 Jahre syner Bedienung".
Tot de vasa sacra behoort een beker uit het jaar 1675. De bijbel stamt uit 1902.

## Orgel

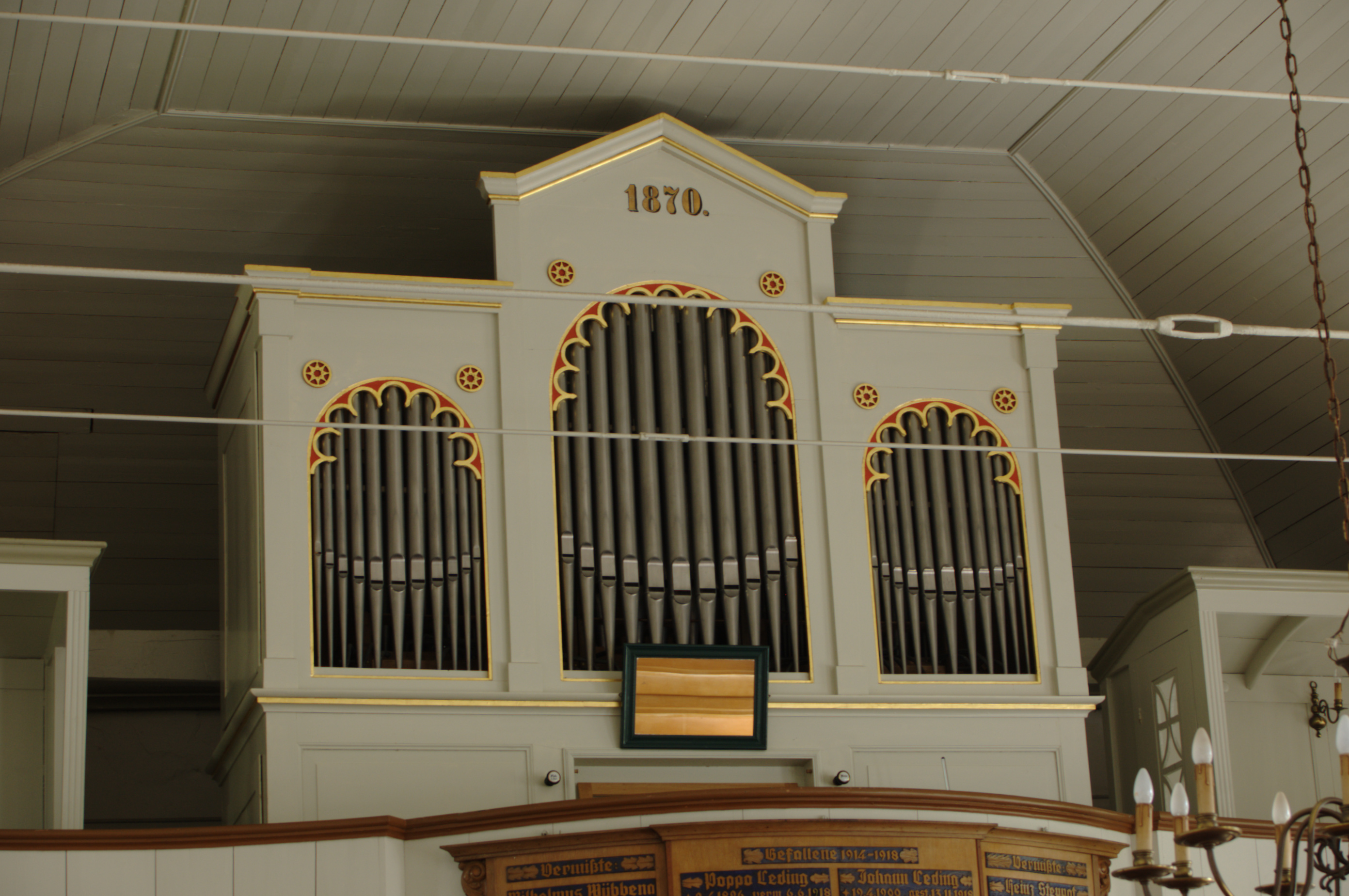
Orgel

Het orgel op de oostelijke galerij werd in 1870 door de gebroeders Rohlfs gebouwd en bezit zeven registers op één manuaal en aangehangen pedaal. De originele frontpijpen werden in 1917 voor oorlogsdoeleinden afgegeven. Het instrument werd in de jaren 1990 door de orgelbouwster Regina Stegemann gerestaureerd.
| I Manuaal C–f3 |                |    |
| 1.             | Principal      | 8′ |
| 2.             | Viola di Gamba | 8′ |
| 3.             | Gedekt         | 8′ |
| 4.             | Octaaf         | 4′ |
| 5.             | Fluit          | 4′ |
| 6.             | Fluit          | 2′ |
| 7.             | Mixtuur I–III  |    |

| Pedaal C–d1 |             |
|             | aangehangen |